# Казбек (Восточно-Казахстанская область)
Казбек (каз. Қазбек) — упразднённое село в Бородулихинском районе Восточно-Казахстанской области Казахстана. Входило в состав Бакинского сельского округа. Ликвидировано в 2006 году.

## Население
По данным переписи 1999 года в селе отсутствовало постоянное население.